# Fahrenheit 9/11
Pour les articles homonymes, voir Fahrenheit (homonymie) et 9/11.
Ne doit pas être confondu avec Fahrenheit 11/9.
Pour plus de détails, voir Fiche technique et Distribution.
Fahrenheit 9/11 est un film documentaire américain réalisé par Michael Moore, sorti en 2004.
Lauréat de la Palme d'or du Festival de Cannes 2004, le film de Michael Moore est le deuxième documentaire ayant obtenu cette récompense, après Le Monde du silence en 1956.

## Thème
Revendiqué par Michael Moore comme un acte politique visant à la non-réélection de George W. Bush à la présidence des États-Unis en novembre 2004, ce film est un réquisitoire contre George Bush. Il révèle en particulier que ce dernier et ses partisans ont manœuvré pour assurer leur victoire aux élections américaines en 2000, en truquant le recomptage des bulletins de vote. Le film établit également une part des liens qui existent entre la famille Bush et la famille ben Laden, et comment l'administration américaine a facilité le départ de membres de cette famille après les attentats du 11 septembre 2001. Il expose enfin que la mainmise sur le pétrole irakien serait un des motifs, sinon le seul motif réel, de l'invasion américaine de 2003 en Irak : le film révèle des images tirées de conférences préparatoires à la reconstruction en Irak, illustratrices de la collusion entre les financeurs du complexe militaro-industriel américain, les compagnies de mercenaires privées, et les grandes compagnies américaines, équipementiers pétroliers en tête.

## Fiche technique
- Titre : Fahrenheit 9/11
- Réalisation : Michael Moore
- Scénario : Michael Moore
- Musique : Jeff Gibbs
- Son : Francisco Latorre
- Montage : Kurt Engfehr, Christopher Seward, T. Woody Richman
- Archives : Carl Deal
- Production : Nicky Lazar
  - Production exécutive : Monica Hampton
- Société de production : Miramax Films, Dog Eat Dog Films
- Genre : documentaire
- Durée : 117 minutes
- Sortie :
  - États-Unis :  25 juin 2004
  - France : 7 juillet 2004

## Distribution
Toutes les personnalités impliquées sont dans leurs propres rôles dans le cadre du documentaire. Michael Moore est la figure centrale et assure également la narration.
- Michael Moore (V.F. : Jean-Claude Donda)
- George W. Bush
- Al Gore
- Debbie Petriken
- Donald Rumsfeld
- Condoleezza Rice
- Dick Cheney
- Britney Spears
- Stevie Wonder
- Ricky Martin
- Tony Blair
- Robert De Niro
- Ben Affleck
- Saddam Hussein
- Bill Clinton
- Colin Powell
- Condoleezza Rice

## Production

### Difficultés de distribution
La société mère de Miramax (la société de production du film), Disney, a utilisé une clause du contrat liant les deux sociétés pour empêcher la distribution du film. La clause utilisée permet à Disney de refuser de distribuer un film si ce dernier dépasse le budget ou s'il a un contenu pouvant être censuré (trop violent, ou sexuellement explicite). Les responsables de Miramax ont déclaré que cette clause ne s'appliquait pas pour Fahrenheit 9/11.
Selon une source non officielle de Disney, il semblerait que cela soit plus un problème d'image de marque. Disney a peur de s'aliéner un groupe de personnes en distribuant un film très politique juste avant le début de la campagne électorale pour la Maison-Blanche.
De son côté, Michael Moore pense que le refus de Disney est plus d'ordre financier. Disney a, en effet, pu avoir des aides financières de la Floride pour son parc d'attraction. Et le fait que Disney autorise la distribution risquerait de compromettre l'accord. Également, le gouverneur de Floride est Jeb Bush, le frère de George W. Bush.
Le film a finalement été distribué aux États-Unis par une coentreprise entre Lionsgate, IFC Films et le Fellowship Adventure Group, une société créée pour l'occasion par les dirigeants de Miramax.

### Choix du titre
Le titre du film est inspiré du roman Fahrenheit 451, de Ray Bradbury, adapté au cinéma par François Truffaut. Dans le livre, cette température était supposée être celle de la combustion du papier des livres, qui étaient systématiquement brûlés. En remplaçant le nombre 451 par la date du 11 septembre, Michael Moore a voulu dire que cette date marque le début de la création de lois liberticides, comme le Patriot Act.
Ray Bradbury a fait savoir qu'il n'avait pas été contacté par Michael Moore pour avoir son autorisation pour s'inspirer du titre de son livre. Et qu'il avait attendu six mois avant que Michael Moore le rappelle pour se dire embarrassé de la situation. À la question de savoir s'il allait porter plainte, il répondit que non et qu'il espérait « régler cela comme deux gentlemen, s'il accepte de me serrer la main et de me redonner mon livre et mon titre ».

## Réception

### Box-office
Le film a connu un succès très important dès sa sortie aux États-Unis. Il a recueilli plus de 60 millions de dollars en deux semaines. Michael Moore a dit lui-même qu'il était très surpris par le succès du film. Celui-ci réalise alors le record de recettes pour un documentaire.

## Distinctions
- Palme d'or et prix de la critique internationale au Festival de Cannes 2004
- 25e cérémonie des Razzie Awards : 
  - Pire acteur – George W. Bush
  - Pire second rôle masculin – Donald Rumsfeld
  - Pire second rôle Féminin – Britney Spears. Condoleezza Rice était également nommée dans cette catégorie.
  - Pire couple à l'écran – George W. Bush avec soit sa chèvre soit Condoleezza Rice. La chèvre fait référence au livre pour enfant The Pet Goat, qui était l'histoire lue à l'Emma E. Booker Elementary School au moment où il apprit les attaques du 11 septembre.

Lors de sa sélection au Festival de Cannes 2004, le documentaire reçoit une standing ovation de 20 minutes lors de la projection, une des plus longues du Festival. Il est le seul documentaire avec Le Monde du silence à avoir reçu la plus haute récompense du festival de Cannes. La Palme d'or fut néanmoins controversée, citant des discussions houleuses au sein du jury présidé alors par Quentin Tarantino — Old Boy étant l'autre film favori pour la distinction —, le ressenti que la récompense était plus politique que cinématographique, même si le jury se défend du contraire, ainsi qu'un soupçon d'une connivence avec Miramax, la société de production de Moore et de Tarantino,, ce dernier n'aurait pas voté pour le film de Moore selon Thierry Frémaux.
Le film, grand succès critique et public, était très sérieusement considéré comme un des futurs favoris de la 77e cérémonie des Oscars. Moore voulait d'ailleurs concourir à l'Oscar du meilleur film (qui n'a jamais nommé un documentaire) plutôt que celui du meilleur film documentaire. Ainsi, le réalisateur fit diffuser en pay-per-view Fahrenheit 9/11 avant l'élection présidentielle de 2004, ce qui le rend inéligible pour cette catégorie qui exige qu'un film doit attendre 9 mois après sa sortie au cinéma pour une diffusion à la télévision. Le film était néanmoins éligible à l'Oscar du meilleur film mais n'obtint pas de nominations.